# Diexis gussakovskyi
Diexis gussakovskyi är en insektsart som beskrevs av Miram 1949. Diexis gussakovskyi ingår i släktet Diexis och familjen gräshoppor. Inga underarter finns listade i Catalogue of Life.